# Heteropyge brasiliensis
Heteropyge brasiliensis är en mångfotingart som beskrevs av Christoph D. Schubart 1947. Heteropyge brasiliensis ingår i släktet Heteropyge och familjen Spirostreptidae. Inga underarter finns listade i Catalogue of Life.